# First National Pictures

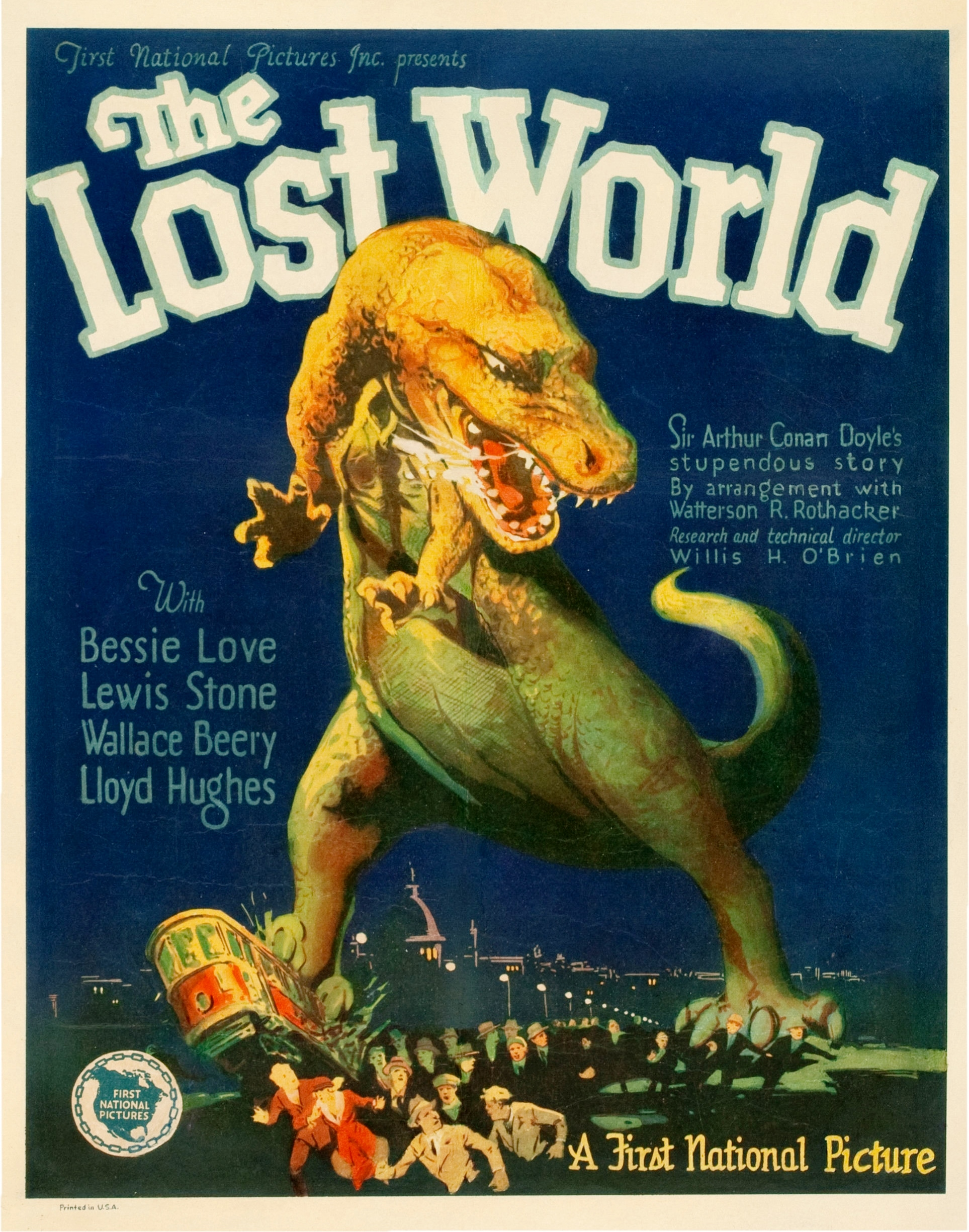
The Lost World, film produit par la First National Pictures

La First National Pictures, souvent appelé First National, était une association de propriétaires de salles de cinéma aux États-Unis, s'étant développée de telle sorte qu'elle était passée de la simple projection à la distribution de films puis finalement à la production de films. 
La First National a été fondée en 1917 par 26 des plus grandes chaînes de cinéma américains, regroupant ainsi plus de 600 salles. Elle a été créée à l'initiative de Thomas L. Tally, qui voulait réagir à la montée en puissance de la Paramount Pictures. 
Dès 1912, Tally s'était allié à James Dixon Williams, avec qui il avait formé la First National Exhibitors Circuit. 
Entre 1917 et 1918, la firme signe plusieurs contrats, dont un avec Mary Pickford et un avec Charlie Chaplin, ce dernier étant alors le premier acteur de l'histoire du cinéma à obtenir un salaire de plus d'un million de dollars.
De simple distributeur, la société passe à la production à partir de 1924. En 1926, First National Pictures achète un terrain de 62 acres (25 ha) et commence la construction d'un studio à Burbank.
En 1928, l'association passe sous le contrôle de la Warner Bros.. Elle est dissoute en 1936 sous l'impulsion de cette dernière, ses actifs étant répartis entre les différents actionnaires.

## Principaux réalisateurs

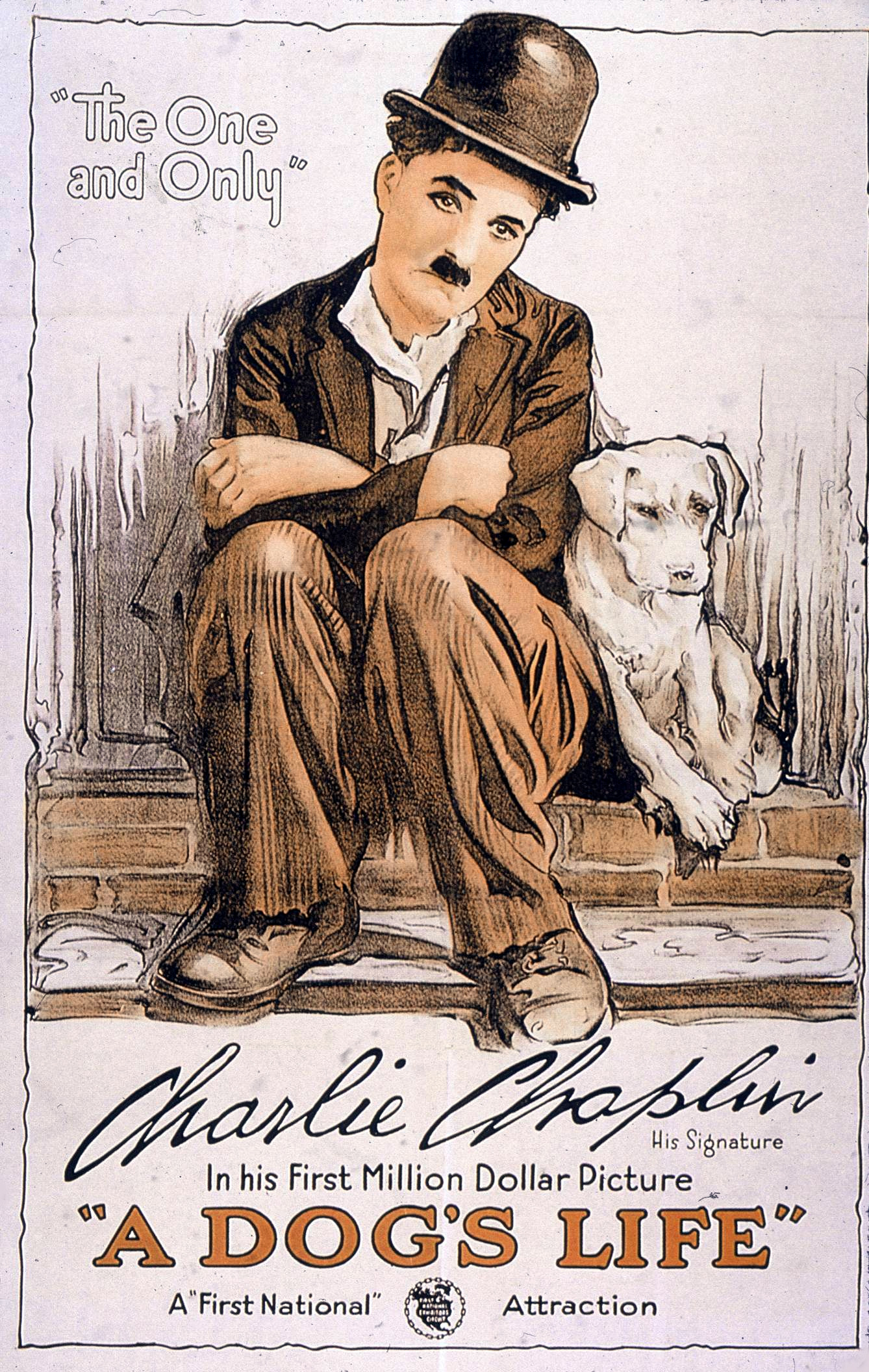
Affiche du film Une vie de chien de Charlie Chaplin (1918).

- George Archainbaud
- Lloyd Bacon
- Clarence G. Badger
- Charles Brabin
- Frank Capra
- Edwin Carewe
- Charlie Chaplin
- Irving Cummings
- Michael Curtiz
- William Dieterle
- John Francis Dillon
- George Fitzmaurice
- James Flood
- Sidney Franklin
- Alfred E. Green
- Howard Hawks
- Lambert Hillyer
- Charles Hines
- Harry O. Hoyt
- Alexander Korda
- Harry Langdon
- Mervyn LeRoy
- Frank Lloyd
- Marshall Neilan
- Sidney Olcott
- Albert S. Rogell
- Alfred Santell
- Maurice Tourneur
- Richard Wallace
- Kenneth S. Webb
- Millard Webb
- William A. Wellman